# NGC 5499
NGC 5499 је лентикуларна галаксија у сазвежђу Волар која се налази на NGC листи објеката дубоког неба.
Деклинација објекта је + 35° 54' 49" а ректасцензија 14h 10m 47,7s. Привидна величина (магнитуда) објекта NGC 5499 износи 13,6 а фотографска магнитуда 14,5. NGC 5499 је још познат и под ознакама UGC 9074, MCG 6-31-76, CGCG 191-60, IRAS 14086+3609, PGC 50623.